# Fuglafjørður

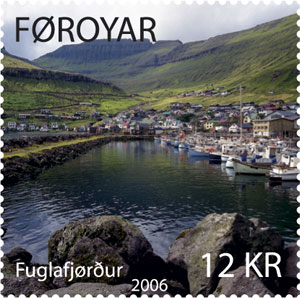
Selo feroês FO 550: Fuglafjørður
Data de impressão: 13 de Fevereiro de 2006

Fuglafjørður é uma cidade da costa leste da ilha de Eysturoy nas Ilhas Feroé.
- População: 	1562
- Localização: 		62° 14' 40" N 6° 48' 52" O
- Código Postal:  	FO 530
- Município:	Fuglafjardar
- Time de futebol:	ÍF (Ítróttarfelag Fuglafjarðar)

A cidade localiza-se à beira de uma baía, se espalhando pelas montanhas próximas. 
A centro da cidade está localizado no porto e concentra a maioria das lojas e serviços. 
O porto de Fuglafjørður é bastante movimentado, possuindo uma importante indústria pesqueira. Durante a década de 1970, ocorreu uma crise na indústria pesqueira, que atualmente já foi resolvida.
Na década de 1840 a pequena vila de Hellur ao norte de Fuglafjørður foi fundada, porém ela nunca cresceu a ponto de competir com sua capital.
Em torno dos anos de 1980, o subúrbio de Kambsdalur foi fundado, e hoje cerca de 180 habitantes do município vivem ali. 
Nos últimos anos, Fuglafjørður se popularizou devido a construção de um novo centro cultural, que atraiu a atenção de toda a ilha.